# Tetrastichus kurandensis
Tetrastichus kurandensis är en stekelart som först beskrevs av Girault 1914.  Tetrastichus kurandensis ingår i släktet Tetrastichus och familjen finglanssteklar. Inga underarter finns listade i Catalogue of Life.